# 胡階森
胡階森爵士，KBE，FRSA[?]（1890年10月16日—1965年7月11日），又作胡階昇，英國外交官，1950年1月至1951年3月出任首任英國駐中華人民共和國臨時代辦。
胡階森畢業於劍橋大學岡維爾與凱斯學院，他於1914年加入外交部，在接近37年的外交生涯當中，主要都是在華任職。他早年曾於上海、天津和漢口等地擔任副領事，1930年派駐哈爾濱出任商務秘書（二等），1934年調到北平的英國駐華使館商務秘書處出任主管，其後在1938年於香港出任英國駐港商務專員。1940年，胡階森被派駐上海出任商務秘書（一等），1941年12月太平洋戰爭爆發後，身在上海的他與家人一度遭日軍拘禁，其後因為外交人員身份獲日方遣返。
1943年6月，胡階森重返遷到重慶的英國駐華大使館工作，第二次世界大戰結束後返回上海復任原職。對中英貿易事宜具相當認識、並且通曉漢語的他更在1947年升任駐華公使（商務）。任內他見證中國大陸局勢隨著第二次國共內戰而日趨動盪。中國共產黨在1949年10月建政後，一時間英國政府對於新政權未有明確取態，而駐華大使施諦文爵士在同年11月返英匯報局勢後，胡階森被指派留守南京以代辦銜代理館務，成為英國在華的最高級使節，以聽候英政府的進一步指示。
1950年1月，英政府宣佈承認中共政權，並正式委任胡階森為英國駐華臨時代辦，負責與中方商討建交細節。然而，由於英方繼續與中華民國留有聯繫，再加上英國未有在聯合國安全理事會表態支持把中華民國逐出聯合國的決議，結果造成建交談判停滯不前的局面。隨著韓戰在1950年中爆發，胡階森在冷戰氛圍濃厚的情況下更是遭到中方冷待，致使他任內未能有所作為。胡階森在任臨時代辦約一年便告退休離任，而中英兩國要到1954年才正式建立起代辦級關係，並於1972年升格為大使級關係。

## 生平

### 早年生涯
胡階森1890年10月16日生於香港，父母分別名叫夏志信（John DuFlon Hutchison，1855年－1920年）和海倫·查默斯（Helen Chalmers）。胡階森的父親來自英國，在華從事絲綢和茶葉貿易，他於1873年收購和記洋行，成為該行主席。雖然生於香港，但胡階森六歲的時候就被家人送到英國，他早年受教於伍斯特郡的墨爾文學校，1909年10月升讀劍橋大學岡維爾與凱斯學院，1912年6月通過中世紀及現代語文優等考試，獲頒榮譽文學士學位（B.A.）畢業，他後來再於1923年7月從該校獲得文學碩士學位（M.A.）。

### 外交生涯

#### 在華經歷
胡階森的父親與和記洋行關係密切，但他沒有選擇跟隨父親在商貿界發展。1914年7月第一次世界大戰爆發後，他一度應募加入劍橋公爵直屬米杜息士軍團第9營擔任少尉，但同年10月他通過遴選考試獲得外交部聘用，他於是脫離軍隊，並於1915年1月獲外交部派到中國擔任在華見習傳譯員，這讓他日後能操得一口流利漢語。一戰結束後，他於1919年4月出任駐上海副領事，任內於1920年7月至1922年3月兼任上海租界會審公廨英方助理觀審。1922年8月，他一度調任外交部海外貿易司，但未幾於1923年10月重新署任駐上海副領事，並於1924年6月獲得實任。在上海擔任副領事期間，他曾於1925年3月起署任駐天津副領事，1926年9月起又署任駐漢口副領事，直到1928年12月止。

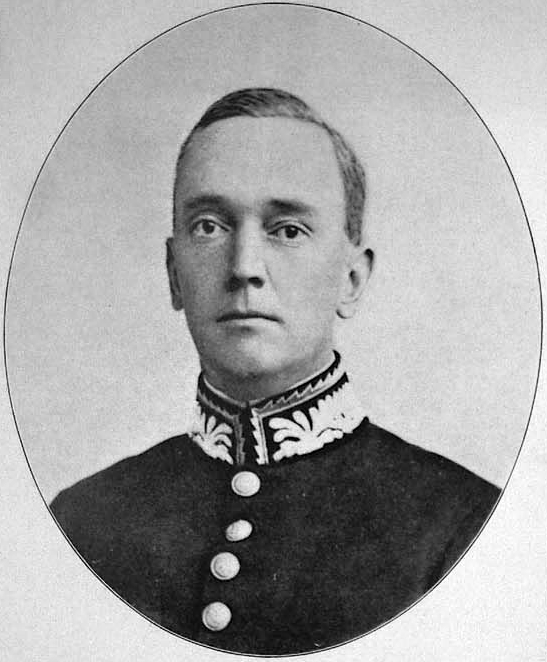
身穿外交官服的胡階森，攝於1920年代初

1929年11月，胡階森調返倫敦外交本部，約一年後於1930年8月返華，以二等駐華領事身份升任駐哈爾濱商務秘書（二等），任內他負責調查東三省貿易狀況，並著有〈滿州貿易狀況〉（"Trading Conditions in Manchuria"）一文，該文後來以附錄形式收錄於英國政府在1933年發表的《1931年至1933年中國經貿狀況報告書》（Trade and Economic Conditions in China, 1931-1933: Report）。1933年，胡階森調到北平的英國駐華使館商務秘書處（Commercial Secretariat）視事，1934年1月正式成為秘書處主管，任內他的職級於1935年10月獲晉升為一等駐華領事。
1938年11月，胡階森調到香港出任英國駐港商務專員，兩年後於1940年1月以商務參贊銜調返英國駐上海總領事館署任商務秘書（一等），並於同年7月獲得實任。當時正值第二次世界大戰，他的其中一項任務是調查納粹德國在華的經濟活動，並設法切斷納粹德國在華的經濟供給。及至1941年12月太平洋戰爭爆發後，上海租界落入日軍手上，胡階森與家人一度遭日軍拘禁，但隨後因其外交人員身份獲遣返到非洲一處中立地點，這使他得以在1943年6月前赴重慶，跟隨遷到當地的英國駐華大使館工作。1945年8月二戰結束後，他返回上海復任原職，至1947年10月以五等外交事務官身份調到南京升任英國駐華公使（商務）一職。胡階森在華任職多年，特別熟悉中英貿易事宜，為肯定他在華多年來的外交工作，他於1948年獲英廷頒授CBE勳銜；在此以前，他早於1928年獲英廷頒授OBE勳銜。

#### 臨時代辦
1949年10月，中國共產黨建政，大陸主權易幟，一時間英政府對於新政權未有明確取態，而時任英國駐華大使施諦文爵士在同年11月返英匯報中國局勢後，英政府留下身在南京的胡階森以代辦銜代理館務，聽候英政府的進一步指示。事實上，中共建政後，英政府出於保住英國在華利益，已積極考慮跟新成立的中華人民共和國建交。在這個背景下，時任工黨籍英國外相貝文在1950年1月6日指示身在當地的前英國駐北平總領事高來含（W. G. C. Graham）向中共遞交照會，內容表示英方承認中共政權為「中國之合法政府」。同時間，儘管輿論盛傳英政府已選定外交部助理次官鄧寧（Esler Dening）赴華成為首任英國駐中華人民共和國大使；但結果英方卻是委任胡階森為英國駐華臨時代辦，作為英國在華的最高級外交使節，待中方回覆照會後，便會前往北京赴任。

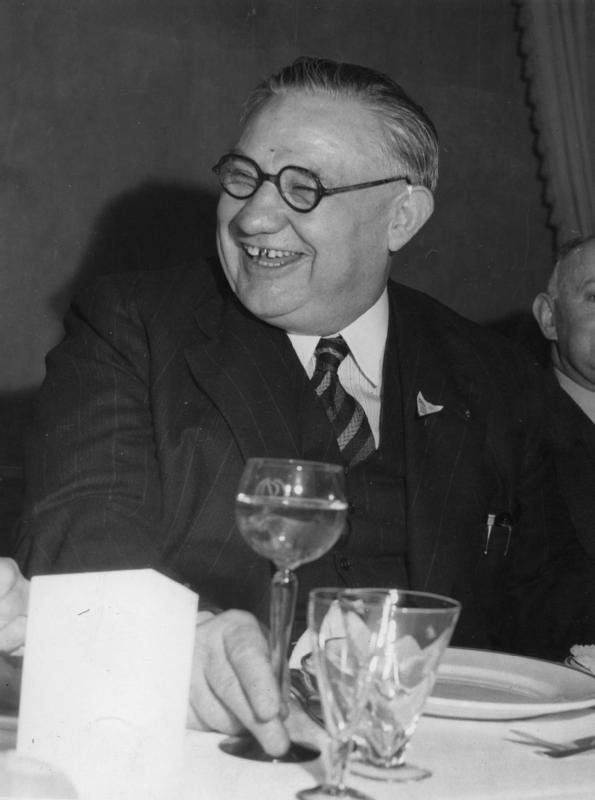
英國外相貝文在1950年1月6日向中華人民共和國提交照會，承認中共政權為「中國之合法政府」

不過，胡階森赴任前發生了一段小插曲。在1月9日，中國外交部部長周恩來復照貝文，當中表示中方「願意在平等、互利及互相尊重領土主權等基礎上與英國政府建立外交關係，並接受胡階森為英國政府的代表來北京就建立外交關係問題進行談判」；但英方閱過復照後卻以為中方未接受與英國建交，只接受胡階森以外交代表身份前赴北京作有條件的建交談判，這使得英方一方面著高來含向中方澄清，另一方面指令胡階森留在南京，以等候中方的回覆。根據中方在同年1月28日的解釋，一般情況下兩國政府互認電文就代表兩國同意建交，但由於英方仍然與遷往台灣的中華民國政府維持聯繫，因此中方要先明確了解英方的對華態度才會考慮正式建交；兩國未正式建交前，中方僅同意英國派出胡階森作為英方外交代表商談建立外交關係問題，但當中並不存在任何附設的條件。有見及此，英方最終同意以胡階森作為英國駐華臨時代辦（中方稱為外交代表），並於1950年2月14日抵達北京，負責與中方展開建交談判。
可是，胡階森上任後，很快就發現中英雙方存在很多分歧，如前所述，中共除了不滿英方繼續與遷台的國民黨政權維持聯繫，並保留設於台灣淡水的一家領事館；另一方面也不滿英方未有在聯合國安全理事會表態支持把中華民國驅逐出聯合國的決議。中華民國留在香港的資產如何處理，特別是兩航事件引發的風波，也成為雙方的分歧所在。對於中方的指摘，胡階森辯稱英國自1950年1月6日起已撤銷對中華民國的承認，並在同日對中華人民共和國予以法律上的承認。由於英國與中華民國之間已再沒有外交關係，英方已經封閉中華民國原設於倫敦的大使館，前中華民國駐英大使及其使館職員也經已不再享有外交官身份；關於中華民國在聯合國的席位問題，由於英方已知道把中華民國驅逐出聯合國的決議不可能達成多數通過，因此決定投下棄權票，當中沒有偏袒中華民國之意。然而，胡階森的解釋未能得到中方的接納。
中英雙方的分歧，再加上韓戰在1950年中爆發，使得中英關係在冷戰氛圍濃厚的情況下停滯不前。面對這種外交困局，胡階森更是遭到中方冷待。在任臨時代辦的一年間，他只能約見中國外交部副部長章漢夫前後共10次，任內未曾有機會單獨拜會中共領導人毛澤東和外交部部長周恩來。他的在華活動也受到了局限，很多主要情報都只能依靠備受中方重視的印度駐華大使潘尼迦（K. M. Panikkar）提供。1950年12月初，迪化（烏魯木齊前身）發生英領事被中共驅逐的事件，事後胡階森代表英國向中方提出抗議，兩國關係更形黯淡。年過60歲的胡階森有感於自己難以有所作為，加上英政府也認為不應在中英關係的係問題上繼續採取「溫文」路線，種種背景促使英政府於1950年12月底宣佈胡階森將會退休離任。儘管如此，為肯定胡階森在臨時代辦任內的工作，他於1951年元旦授勳名單獲英廷頒授KBE勳銜，成為爵士。
1951年3月5日，胡階森正式卸任臨時代辦一職，離京啟程返回英國；他的繼任人藍來訥旋於3月6日抵京履任。藍來訥在中共建政前曾任英國駐華公使，英政府曾希望藍來訥上任後能夠以更強硬的姿態處理中英建交事宜，但事後證明，藍來訥同樣因為中英兩國關係在韓戰下陷入低潮，建交一事實難有突破。一直要到藍來訥卸任以後的1954年，保守黨籍外相艾登爵士籍著日內瓦會議與中國外交部部長周恩來展開磋商，才促成兩國於同年6月同意正式建立代辦級關係，而兩國要到1972年，才正式建立大使級關係。

### 晚年生涯
胡階森在外交部任職近37年，當中絕大部份時間都是在華工作。從外交部退休後，他回到英國定居於根德郡索特伍德（Saltwood）的舊寓。晚年的他在1952年當選為皇家藝術學會院士（F.R.S.A.），他在1965年7月11日逝世於根德郡的福克斯通皇家維多利亞醫院，終年74歲。

## 個人生活

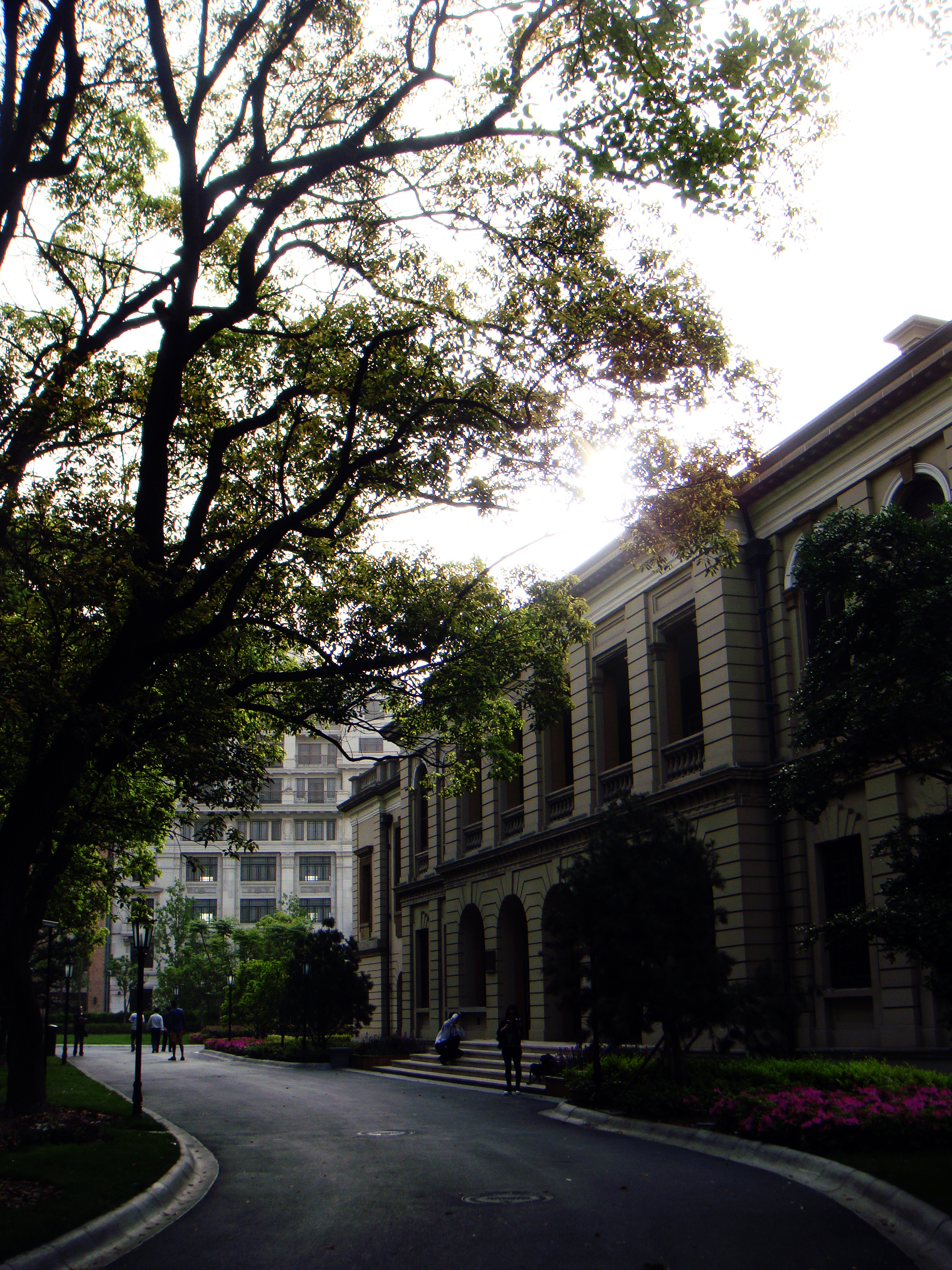
胡階森1919年6月11日娶多拉·埃文斯為妻，婚禮假英國駐上海總領事館舉行

胡階森在1919年6月11日迎娶上海英商A·M·A·埃文斯（A. M. A. Evans）的女兒多拉·威妮弗雷德·埃文斯（Dora Winifred Evans）為妻，婚禮假英國駐上海總領事館舉行。兩人婚後育有一子一女，分別是：
- 詹姆士·亞瑟·杜弗隆·哈奇森（James Arthur DuFlon Hutchison，1928年－2003年）：跟父親一樣畢業於劍橋大學岡維爾與凱斯學院；[37]和
- 瑪麗·威妮弗雷德·哈奇森（Mary Winifred Hutchison，1921年－2012年）：戰時在非洲莫桑比克效力於英國情報部門，並擔任馬爾科姆·馬格里奇的助理。[8]她在那裡結識任職美國戰略情報局代理人的亨廷頓·哈里斯（Huntington Harris，1915年－1993年），兩人婚後定居於美國維珍尼亞州利斯堡（Leesburg）。[8]

胡階森生前是倫敦兩家紳士會所藝文會和小卡爾頓會的會員。

## 部份著作
- "Trading Conditions in Manchuria", Trade and Economic Conditions in China, 1931-1933: Report. London: H.M. Stationery Office, 1933.
  - （直譯：〈滿州貿易狀況〉，《1931年至1933年中國經貿狀況報告書》。倫敦：英皇陛下文儀廳，1933年。）

## 榮譽
- 以下列出榮譽全稱及縮寫：^ 
  - 英帝國官佐勳章（O.B.E.） （1928年6月英皇壽辰授勳名單[10]）
  - 英帝國司令勳章（C.B.E.） （1948年1月元旦授勳名單[9]）
  - 英帝國爵級司令勳章（K.B.E.） （1951年1月元旦授勳名單[28]）
  - 皇家藝術學會院士（F.R.S.A.） （1952年[33]）

## 注腳
1. 1 2 3 4  Biographical History of Gonville and Caius College (1912), p.106.
2. 1 2 3 4 5 6  〈英前駐北平代辦胡階昇抵港發表談話〉（1951年3月18日）
3. ↑  馮邦彥（1996年）
4. 1 2 3 4 5 6 7 8 9  The Foreign Office List and Diplomatic and Consular Year Book (1963), p.345.
5. ↑  "Issue 28879 （页面存档备份，存于）", London Gazette, 25 August 1914, p.6706.
6. ↑  Hutchison (1933)
7. ↑  Collar and Woodroffe (1990), p.11.
8. 1 2 3  "Obituary: Mary Harris" (2012)
9. 1 2  "Supplement to Issue 38161 （页面存档备份，存于）", London Gazette, 30 December 1947, p.23.
10. 1 2  "Supplement to Issue 33390 （页面存档备份，存于）", London Gazette, 1 June 1928, p.3858.
11. 1 2 3 4  〈前英駐北平代辦胡階昇爵士本月中抵港〉（1951年3月9日）
12. ↑  〈施諦文抵倫敦，報告中國情形〉（1949年11月25日）
13. ↑  "The Counselor of Embassy in China (Jones) to the Secretary of State" (1 September 1949)
14. 1 2 3 4 5 6 7 8 9 10 11 12 13 14 15  〈紅牆大事：中英建交鮮為人知的內幕〉（2006年7月3日）
15. ↑  〈英明日承認中共，丹寧將出任大使〉（1950年1月6日）
16. 1 2  "Hutchison not going to Peking" (17 January 1950)
17. 1 2  "Hutchison going to Peking" (2 February 1950)
18. 1 2 3 4  〈中共已答覆英國無條件建立外交〉（1950年2月2日）
19. ↑  〈英國政府談判代表胡階森昨抵北京〉（1950年2月15日）
20. 1 2 3 4  〈英國與中共關係前途甚為黯淡〉（1950年4月14日）
21. 1 2 3 4  〈英國與中共前途黯淡〉（1950年4月15日）
22. 1 2 3  〈中英外交談判成敗尚難預料〉（1951年3月17日）
23. 1 2 3 4  "Mr Hutchison Retiring" (30 December 1950)
24. 1 2  Newsweek (1952), p.42.
25. ↑  "Foreign Affairs" (31 July 1951)
26. ↑  〈迪化英領被驅，胡階昇提抗議〉（1951年2月9日）
27. 1 2  "The Ambassador in the United Kingdom (Gifford) to the Secretary of State" (6 March 1951)
28. 1 2  "Supplement to Issue 39104 （页面存档备份，存于）", London Gazette, 29 December 1950, p.20.
29. 1 2  〈英國新談判代表藍來訥抵京〉（1951年3月8日）
30. ↑  Lamb (1993), p.124.
31. 1 2 3 4 5  "HUTCHISON, Sir John Colville" (1996)
32. ↑  "Issue 33561 （页面存档备份，存于）", London Gazette, 17 December 1929, p.8217.
33. 1 2 3  Journal of the Royal Society of Arts (1965), p.836.
34. ↑  "Hutchison, Sir John Colville" (1965)
35. 1 2  China Monthly Review (1919), p.76.
36. ↑  The International Year Book and Statesmen's Who's Who (1953), p.193.
37. ↑  The Cambridge University List of Members up to 31 December 1991 (1991), p.679.

### 英文資料
- Biographical History of Gonville and Caius College Volume IV. Cambridge: Cambridge University Press, 1912.
- China Monthly Review Volume 9. Shanghai: Millard Publishing Company, Incorporated, 1919.
- Hutchison, J. C., "Trading Conditions in Manchuria", Trade and Economic Conditions in China, 1931-1933: Report. London: H.M. Stationery Office, 1933.
- "The Counselor of Embassy in China (Jones) to the Secretary of State （页面存档备份，存于）", Foreign Relations of the United States 1949 Volume VIII, The Far East: China [Document 987]. United States: Office of the Historian, U.S. Department of State, 1 September 1949.
- "Hutchison not going to Peking", The China Mail, 17 January 1950, p.9.
- "Hutchison going to Peking", The China Mail, 2 February 1950, p.1.
- "Mr Hutchison Retiring", The China Mail, 30 December 1950, p.1.
- "The Ambassador in the United Kingdom (Gifford) to the Secretary of State （页面存档备份，存于）", Foreign Relations of the United States 1951 Volume VII, Part 2, Korea and China [Document 46]. United States: Office of the Historian, U.S. Department of State, 6 March 1951.
- "Foreign Affairs （页面存档备份，存于）", Hansard vol 173 c145. Great Britain: House of Lords, 31 July 1951.
- Newsweek Volume 39. New York: Newsweek, Incorporated, 1952.
- The International Year Book and Statesmen's Who's Who Volume 1. London: Burke's Peerage Limited, 1953
- The Foreign Office List and Diplomatic and Consular Year Book. Great Britain: Foreign Office; Harrison and Sons, 1963.
- Journal of the Royal Society of Arts Volume 113. Great Britain: The Royal Society of Arts, 1965.
- "Hutchison, Sir John Colville", Calendars of the Grants of Probate and Letters of Administration (England and Wales), 1965.
- Collar, Hugh, and, Woodroffe, Pauline, Captive in Shanghai. Hong Kong: Oxford University Press, 1990. ISBN 978-0-19585-004-8
- The Cambridge University List of Members up to 31 December 1991. Cambridge: Cambridge University Press, 1991.
- Lamb, Alastair, "Obituary: Sir Lionel Henry Lamb, KCMG, OBE, 1900-1992", Asian Affairs Volume 24, Issue 1. London: Royal Society for Asian Affairs, 1993, p.124.
- "HUTCHISON, Sir John Colville", Who was Who. London: A. & C. Black, 1996. (Electronic version. Subscription required)
- "Obituary: Mary Harris （页面存档备份，存于）", Colonial Funeral Home of Leesbury, 2012.

### 中文資料
- 〈施諦文抵倫敦，報告中國情形〉，《香港工商日報》第一頁，1949年11月25日。
- 〈英明日承認中共，丹寧將出任大使〉，《華僑日報》第一張第二頁，1950年1月6日。
- 〈中共已答覆英國無條件建立外交〉，《香港工商日報》第一頁，1950年2月2日。
- 〈英國政府談判代表胡階森昨抵北京〉，《大公報》第一張第二版，1950年2月15日。
- 〈英國與中共關係前途甚為黯淡〉，《香港工商日報》第一頁，1950年4月14日。
- 〈英國與中共前途黯淡〉，《香港工商日報》第一頁，1950年4月15日。
- 〈迪化英領被驅，胡階昇提抗議〉，《華僑日報》第一張第二頁，1951年2月9日。
- 〈英國新談判代表藍來訥抵京〉，《大公報》第一張第一版，1951年3月8日。
- 〈前英駐北平代辦胡階昇爵士本月中抵港〉，《香港工商日報》第五頁，1951年3月9日。
- 〈中英外交談判成敗尚難預料〉，《香港工商日報》第三頁，1951年3月17日。
- 〈英前駐北平代辦胡階昇抵港發表談話〉，《香港工商日報》第五頁，1951年3月18日。
- 馮邦彥，《香港英資財團》。香港：三聯書店，1996年。ISBN 978-9-62041-335-3
- 〈紅牆大事：中英建交鮮為人知的內幕 （页面存档备份，存于）〉，《中國網》，2006年7月3日。

## 外部連結
- 英國駐華大使館 （页面存档备份，存于）
- 解密首先承認新中國的西方國家：騎牆的英國
- 新中國成立之初的中英建交談判：不急於建交

| 外交職務      | 外交職務                        | 外交職務      |
| ------------- | ------------------------------- | ------------- |
| 前任： 新創設 | 英國駐華臨時代辦 1950年－1951年 | 繼任： 藍來訥 |